# Comté de Volusia
Le comté de Volusia (Volusia County) est un comté américain de Floride. Sa population était estimée en 2020 à 553 543 habitants. Son siège est DeLand et la plus grande ville est Deltona. Le comté a été fondé en 1854 et doit son nom à la ville de Volusia, port sur le fleuve Saint Johns.

## Comtés adjacents
- Comté de Flagler (nord)
- Comté de Brevard (sud)
- Comté d'Orange (sud)
- Comté de Seminole (sud-ouest)
- Comté de Lake (ouest)
- Comté de Marion (nord-ouest)
- Comté de Putnam (nord-ouest)

## Principales villes
- Daytona Beach
- Daytona Beach Shores
- DeBary
- DeLand
- Deltona
- Edgewater
- Holly Hill
- Lake Helen
- New Smyrna Beach
- Oak Hill
- Orange City
- Ormond Beach
- Pierson
- Ponce Inlet
- Port Orange
- South Daytona

## Requins
267 attaques de requins ont eu lieu au large du comté depuis 1882, soit 27 % de toutes celles survenues aux États-Unis.

## Démographie
| Groupe                           | Comté de Volusia | Floride | États-Unis |
| -------------------------------- | ---------------- | ------- | ---------- |
| Blancs                           | 82,5             | 75,0    | 72,4       |
| Afro-Américains                  | 10,5             | 16,0    | 12,6       |
| Autres                           | 3,0              | 3,7     | 6,4        |
| Métis                            | 2,1              | 2,5     | 2,9        |
| Asiatiques                       | 1,5              | 2,4     | 4,8        |
| Amérindiens                      | 0,4              | 0,4     | 0,9        |
| Total                            | 100              | 100     | 100        |
|                                  |                  |         |            |
| Hispaniques et Latino-Américains | 12,1             | 22,5    | 16,7       |

Selon l'American Community Survey, pour la période 2011-2015, 86,87 % de la population âgée de plus de 5 ans déclare parler l'anglais à la maison, 9,24 % l'espagnol et 3,89 % une autre langue.
| 1860  | 1870  | 1880  | 1890  | 1900   | 1910   |
| ----- | ----- | ----- | ----- | ------ | ------ |
| 1 158 | 1 723 | 3 294 | 8 467 | 10 003 | 16 510 |

| 1920   | 1930   | 1940   | 1950   | 1960    | 1970    |
| ------ | ------ | ------ | ------ | ------- | ------- |
| 23 374 | 42 757 | 53 710 | 74 229 | 125 319 | 169 487 |

| 1980    | 1990    | 2000    | 2010    | 2020    | - |
| ------- | ------- | ------- | ------- | ------- | - |
| 258 762 | 370 712 | 443 343 | 494 593 | 553 543 | - |